# Lobivia cinnabarina

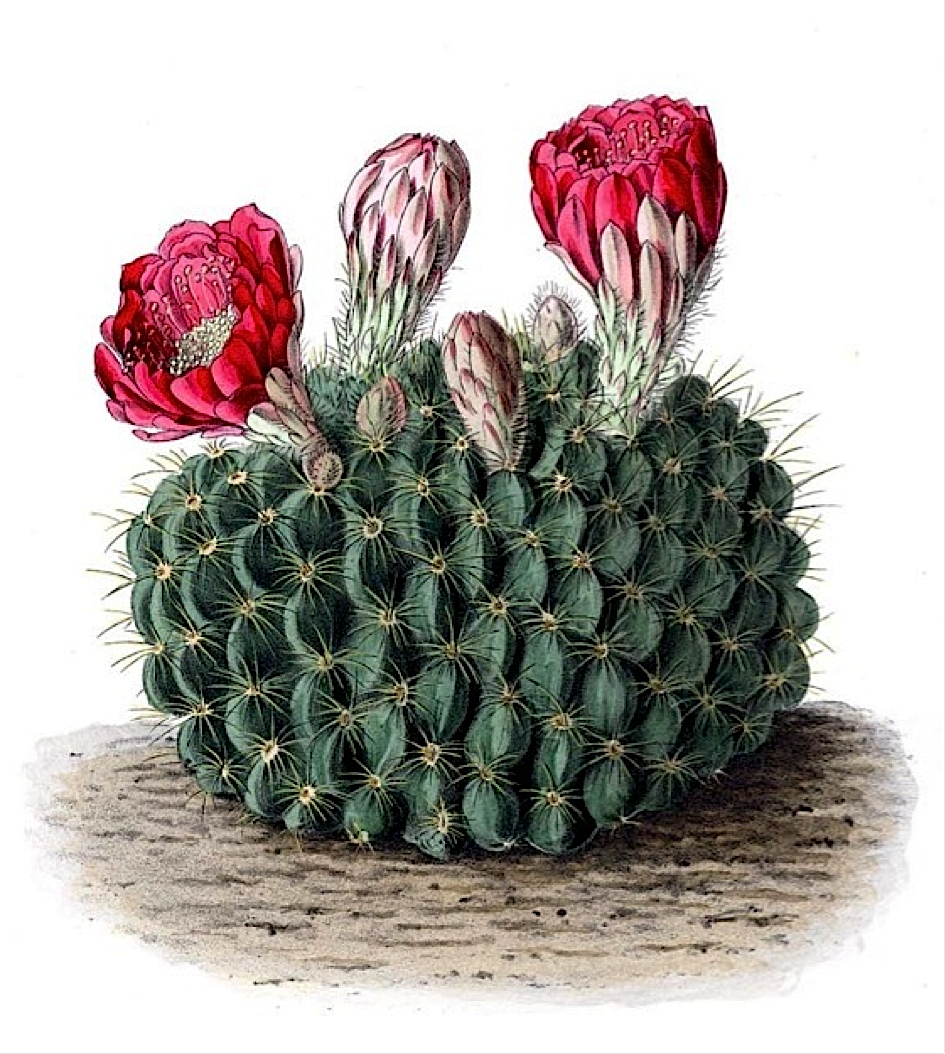
Echinopsis cinnabarina auf Tafel 2 von 1900 aus Blühende Kakteen

Lobivia cinnabarina ist eine Pflanzenart aus der Gattung Lobivia in der Familie der Kakteengewächse (Cactaceae). Das Artepitheton cinnabarina stammt aus dem Lateinischen, bedeutet ‚zinnoberrot‘ und verweist auf die Farbe der Blüten.

## Beschreibung
Lobivia cinnabarina wächst einzeln mit abgeflacht kugelförmigen, leuchtend grünen Trieben, die Durchmesser von bis zu 15 Zentimetern erreichen. Der Triebscheitel ist niedergedrückt und nicht bedornt. Es sind etwa 20 unregelmäßig und schief verlaufende Rippen vorhanden, die deutlich in schief versetzte Höcker gegliedert sind. Die zwei bis drei Mitteldornen sind etwas gebogen. Die acht bis zwölf schlanken Randdornen sind wenig gebogen und 0,6 bis 1,2 Zentimeter lang.
Die glockenförmig-trichterförmigen scharlachroten Blüten erscheinen seitlich oder an der Triebschulter und öffnen sich am Tag. Sie erreichen Durchmesser von bis zu 4 Zentimeter.

## Verbreitung, Systematik und Gefährdung
Lobivia cinnabarina ist in den bolivianischen Departamentos Cochabamba, Potosí und Chuquisaca in mittleren Hochlagen der Anden (2500 bis 3400 Meter) verbreitet.
Die Erstbeschreibung als Echinocactus cinnabarinus durch William Jackson Hooker wurde 1847 veröffentlicht. Nathaniel Lord Britton und Joseph Nelson Rose stellten die Art 1922 in die Gattung Lobivia. Weitere nomenklatorische Synonyme sind Echinopsis cinnabarina (Hook.) Labour. (1853), Echinocereus cinnabarinus (Hook.) K.Schum. (1894) und Cinnabarinea cinnabarina (Hook.) Frič ex F.Ritter (1980). Darüber hinaus sind zahlreiche taxonomische Synonyme bekannt, da die Art sehr variabel ist.
In der Roten Liste gefährdeter Arten der IUCN wird die Art als „Least Concern (LC)“, d. h. als nicht gefährdet geführt.

## Nachweise